# Lac Niangay
Le lac Niangay situé dans le delta central du Niger est le deuxième plus grand lac du Mali après le lac Débo en s'étendant sur une longueur de 40 km. Il communique en période de crues avec le lac Do et le lac Aougoundou voisins.